# Maja Haderlap

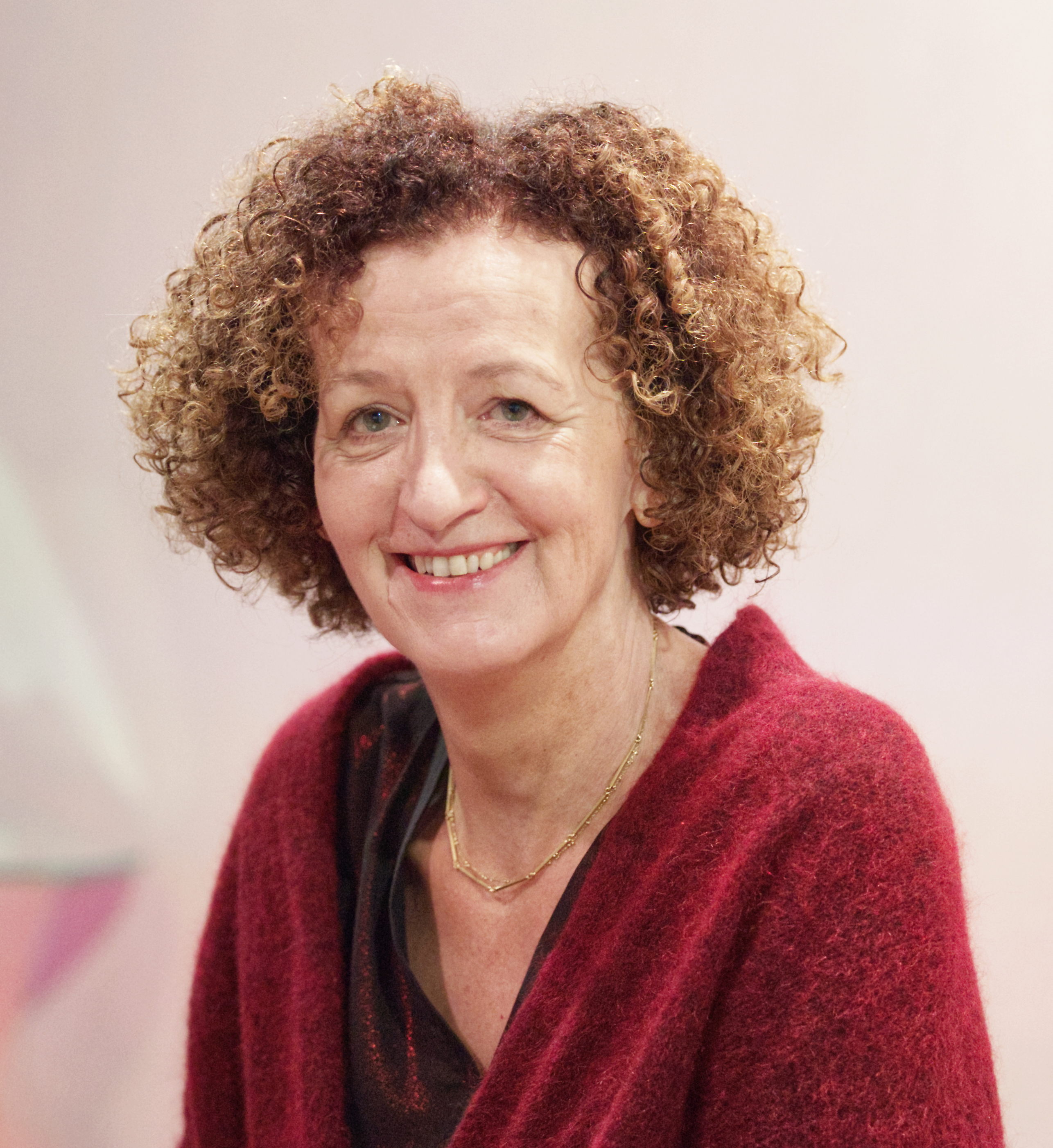
Maja Haderlap (2023)

Maja Haderlap (* 8. März 1961 in Bad Eisenkappel/Železna Kapla, Kärnten) ist eine österreichische Schriftstellerin. 

## Leben und Wirken
Haderlap wuchs als Angehörige der slowenischen Minderheit auf einem Bauernhof im Jauntal auf. Sie absolvierte nach der Matura ein Studium der Theaterwissenschaft und Germanistik an der Universität Wien. Nach ihrer Promotion arbeitete sie als Dramaturgieassistentin, als Programmlektorin und als Lehrbeauftragte am Institut für Vergleichende Literaturwissenschaften der Alpen-Adria-Universität Klagenfurt. Von 1992 bis 2007 war sie Chefdramaturgin am Stadttheater Klagenfurt unter der Intendanz von Dietmar Pflegerl.
Im Jahr 2011 gewann sie den mit 25.000 Euro dotierten renommierten Ingeborg-Bachmann-Preis im Rahmen der 35. Tage der deutschsprachigen Literatur in Klagenfurt. Ihr prämierter poetischer Text Im Kessel, ein Auszug aus ihrem Debütroman Engel des Vergessens, ist eine Dorf- und Familiengeschichte und beleuchtet den Widerstand der Kärntner Slowenen gegen die deutsche Wehrmacht. 2018 wurde sie mit dem Max Frisch-Preis der Stadt Zürich gewürdigt.
Haderlap schreibt Lyrik, Prosa und Essays in slowenischer und deutscher Sprache und übersetzt aus dem Slowenischen ins Deutsche. Ihre Texte wurden in mehrere Sprachen übersetzt und in zahlreichen deutschsprachigen und internationalen Literaturzeitschriften und Anthologien veröffentlicht. Eine Bühnenfassung ihres Romans Engel des Vergessens wurde im September 2015 in einer Inszenierung von Georg Schmiedleitner mit Elisabeth Orth, Petra Morzé und Gregor Bloéb am Akademietheater in Wien uraufgeführt. 
2023 stand sie mit ihrem zweiten Roman Nachtfrauen auf der Shortlist des Österreichischen Buchpreises.
Beim Staatsakt anlässlich der 100. Wiederkehr des Jahrestages der Gründung der Republik Österreich am 12. November 2018 in der Wiener Staatsoper hielt Maja Haderlap die Festrede.
Sie ist Mitglied der Deutschen Akademie für Sprache und Dichtung in Darmstadt sowie korrespondierendes Mitglied der Slowenischen Akademie der Wissenschaften und Künste in Ljubljana.

## Werke

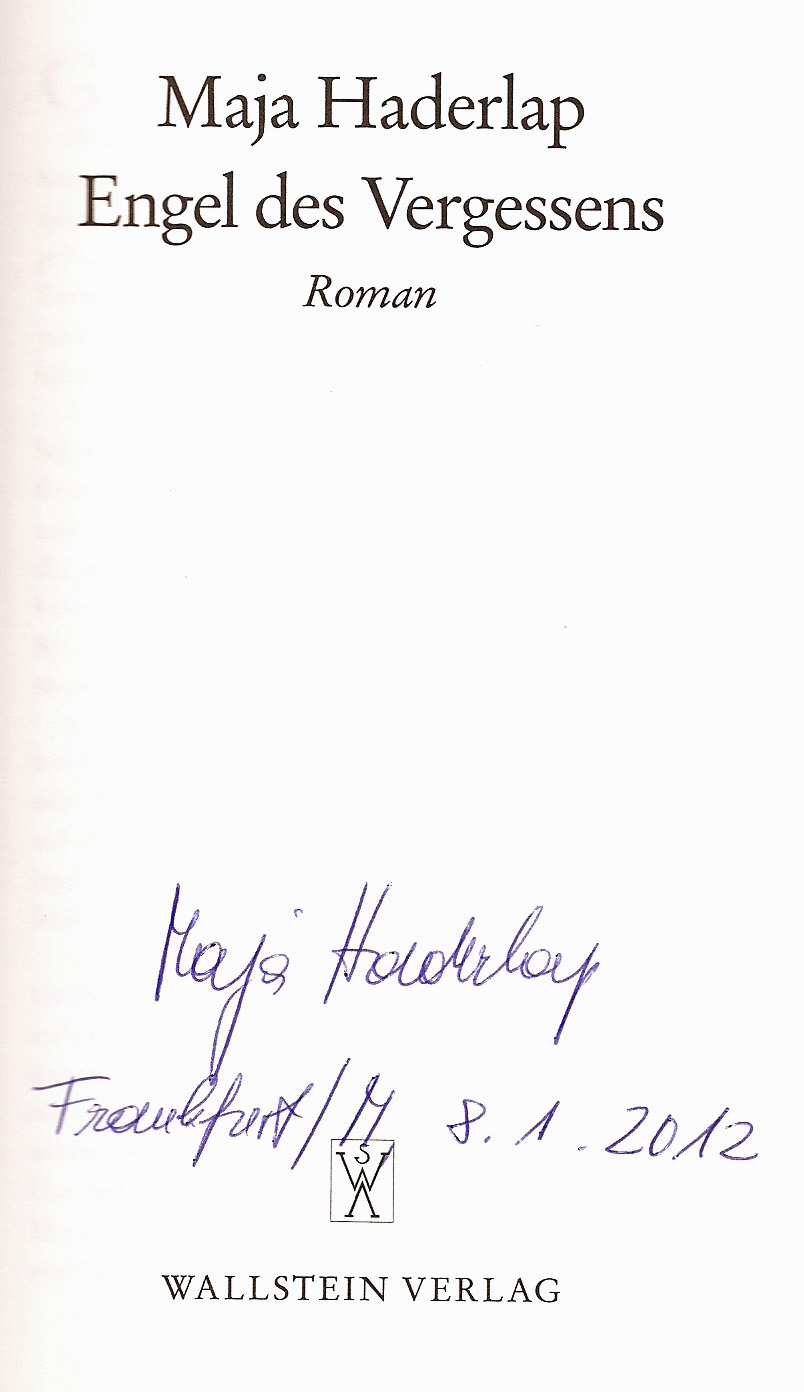
Autograph

- Žalik pesmi. Gedichte, 1983, ISBN 978-3-85435-012-5.
- Bajalice. Gedichte, 1987, ISBN 978-3-85435-100-9.
- Gedichte – Pesmi  – Poems (1989)
- Srečko Kosovel: Deček in sonce. Der Knabe und die Sonne, Deutsch und Slowenisch. Übersetzt aus dem Slowenischen von Maja Haderlap, Illustrationen Mojca Cerjak. Klagenfurt/Celovec : Drava 1999  ISBN 978-3-85435-330-0
- Der Papalagi (Dramatisierung des gleichnamigen 1921 erschienenen Buchs von Erich Scheuermann, basierend auf dem phantastischen Werk Die Reisen des Lukanga Mukara aus dem innersten Afrika nach Deutschland von Hans Paasche): Maja Haderlap. Regie: Herbert Gantschacher. ORF Kärnten (1990)[4]
- Med politiko in kulturo (Zwischen Politik und Kultur), 2001, ISBN 978-3-85435-319-5.
- Das Stadttheater Klagenfurt 1992 bis 2007. Die Ära Dietmar Pflegerl, 2007, ISBN 9783851296969.
- Engel des Vergessens. Roman. Wallstein, Göttingen 2011, ISBN 978-3-8353-0953-1.[5]
- langer transit. Gedichte. Wallstein, Göttingen 2014, ISBN 978-3-8353-1378-1.
- Im langen Atem der Geschichte. Rede beim Staatsakt anlässlich der 100. Wiederkehr des Jahrestages der Gründung der Republik Österreich. Wallstein, Göttingen 2018, ISBN 978-3-8353-3473-1.
- Nachtfrauen. Roman. Suhrkamp, Berlin 2023, ISBN 978-3-518-43133-7.

## Auszeichnungen (Auswahl)
- 1983: Förderungspreis des Landes Kärnten
- 1989: Preis der France Prešeren-Stiftung
- 2004: Hubert-Burda-Preis im Rahmen des Hermann-Lenz-Preises
- 2011: Ingeborg-Bachmann-Preis für Engel des Vergessens
- 2011: Bruno-Kreisky-Preis für das politische Buch (Hauptpreis) für Engel des Vergessens[6]
- 2011: Buchpreis Familienroman Stiftung Ravensburger Verlag
- 2012: Writer in Residence in der one world foundation in Sri Lanka[7]
- 2012: Großes Goldenes Ehrenzeichen des Landes Kärnten
- 2012: Rauriser Literaturpreis für Engel des Vergessens
- 2012: Ehrendoktorat der Universität Klagenfurt
- 2013: Vinzenz-Rizzi-Preis[8]
- 2015: Willy und Helga Verkauf-Verlon Preis
- 2015: Prix du Premier roman étranger für L’Ange de l’oubli (dt. Engel des Vergessens)
- 2018: Max Frisch-Preis der Stadt Zürich[2]
- 2019: Österreichischer Kunstpreis für Literatur[9][10]
- 2021: Christine Lavant Preis[11]